# 因格馬爾·特維爾
因格馬爾·特維爾（1983年2月24日—）是一位愛沙尼亞足球運動員。在場上的位置是前鋒。他現在效力於愛沙尼亞足球甲級聯賽球隊塔林利瓦迪亞足球俱樂部。他也代表愛沙尼亞國家足球隊參加比賽。